# Колонизација Марса
Хипотетичка колонизација Марса интересантна је како јавним свемирским агенцијама, тако и приватним корпорацијама, а имала је опсежан третман у романима научне фантастике, филму и умјетничким дјелима.
Организације су предложиле планове за слање људске мисије на Марс, Први корак ка било каквим напорима колонизације до сада су приједлози планова организације за слање људске мисије на Марс, али ниједна особа до сада није крочила на планету. Међутим, ландери и ровери успјешно су истражили површину планете и пружили информације о условима на тлу. Предложене су виртуелне посјете Марсу, користећи хаптичке технологије, које могу претходити људској посјети планети.
Разлози за колонизацију Марса укључују радозналост, потенцијал људи да пруже детаљнија опсервациона истраживања од беспилотних ровера, економски интерес за ресурсе планете и могућност да би насељавање других планета могло смањити вјероватноћу људског изумирања. Потешкоће и опасности укључују излагање зрачењу током путовања на Марс и на његову површину, токсично тло, слабу гравитацију, изолација која прати удаљеност Марса од Земље, недостатак воде и хладне температуре.
Најновије ангажовање ка истраживању трајног насеља укључују и јавне свемирске агенције — ЕСА, ИСРО, Наса, Роскосмос и ЦНСА — и приватне организације — Боинг, Локид Мартин и .Спејс екс

## Сличности са Земљом
Земља је слична својој „сестри планети“ Венери по саставу, величини, густини и површинској гравитацији, али Марс је по параметрима који су битни при колонизацији знатно ближи Земљи. Неки од њих су:
- Дан на Марсу (назива се сол) траје приближно исто као дан на Земљи. Соларни дан на Марсу траје 24 сата 39 минута и 35,244 секунде.

За више информација погледати чланак Мерење времена на Марсу.
- Укупна површина Марса износи 28,4% површине Земље (144.798.500 km²), што износи само мало мање од укупне површине копна на Земљи (148.939.100 km², што представља 29,2% укупне површине Земље). Пречник Марса је дупло мањи од пречника Земље, и његова маса износи једну десетину Земљине укупне масе. Стога је и запремина Марса мања од запремине Земље (износи око 15% Земљине запремине), а такође има и мању просечну густину од Земље.
- Нагиб осе ротације Марса износи 25,19°, што је веома слично нагибу осе ротације Земље, који износи 23,44°. Због тога на Марсу такође постоје годишња доба, као и на Земљи, али трају дупло дуже, јер једна година на Марсу (време за које планета обиђе пун круг око Сунца) траје 1,88 Земаљских година (686,98 земаљских дана, или 668,5991 сола). Северни пол Марса тренутно је усмерен ка сазвежђу Лабуд, а не ка сазвежђу Мали медвед као северни пол Земље.
- По последњим подацима које су прикупиле сонде Орбитални истраживач Марса, Марс експрес и Феникс, види се да је на површини Марса присутна значајна количина воденог леда.

## Разлике
- Мада постоје екстремофили који опстају у веома неготољубивим срединама на Земљи, укључујући ту и окружења која су приближна условима на површини Марса, биљке и животиње генерално не могу преживети у условима који владају на површини Марса.[2]
- Површинска гравитација на Марсу износи 38% оне која је на Земљи. Мада је познато да је микрогравитација узрочник многих здравствених проблема попут губитка мишићне масе и слабљења костију[3][4], још није доказано да ће исти утицај на људско тело имати и смањена гравитација на површини Марса. Mars Gravity Biosatellite је била предложена мисија која би испитала утицај оваквог окружења на људско тело, али никада није остварена.[5]
- Марс је доста хладнији од Земље – просечна температура на површини Марса креће се између −87 °C и −5 °C.[6][7] Поређења ради, најнижа температура измерена на површини Земље износи −93.2 °C, измерена на Антарктику (најнижа измерена температура ваздуха је −89,2 °C)[8][9], док је просечна температура гледано за целу планету +15 °C.

У летњим месецима, и на Марсу се температура у екваторијалним регионима пење изнад +10 °C.
- Вода се у течном агрегатном стању може јавити на површини Марса, али само под одређеним условима.[10][11]
- Пошто је Марс 52% удаљенији од Сунца у односу на Земљу, количина соларне енергије која доспева до горњих слојева атмосфере по јединици површине (соларна константа) износи само око 43,4% од количине која доспе до горњих слојева атмосфере на Земљи.[12] Па опет, због далеко тање атмосфере кроз коју светлост мора да прође, до површине Марса доспева више соларне енергије него до површине Земље (због њене густе атмосфере).[13][14]
- Ексцентрицитет орбите Марса је већи од ексцентрицитета орбите Земље, због чега су израженије варијације температуре и соларне константе.

| Локација             | Притисак          |
| -------------------- | ----------------- |
| Врх Олимпа на Марсу  | 0,03 килопаскала  |
| Просек на Марсу      | 0,6 килопаскала   |
| Дно Хелас платиније  | 1,16 килопаскала  |
| Армстронгова граница | 6,25 килопаскала  |
| Монт Еверест         | 33,7 килопаскала  |
| Земља; ниво мора     | 101,3 килопаскала |

- Због скоро непостојеће магнетосфере, у комбинацији са ретком атмосфером – густина атмосфере износи мање од 1% густине Земљине атмосфере – на површину Марса доспева велика количина ултраљубичастог зрачења, што би за људе представљало сталан ризик по здравље на дуже стазе.
- Атмосферски притисак на Марсу је далеко испод Армстронгове границе до које људи могу преживети без пресуризованих одела. Пошто се тераформирање не може узети као брзо решење, на површини Марса морали би да постоје пресуризовани модули (модули под притиском) у којима би колонисти могли да бораве, и у којима би се притисак одржавао на нивоу између 30 и 100 kPa.
- Атмосферу Марса чине: 95% угљен-диоксид, 3% азот, 1,6% аргон, а остатак сачињавају у веома малим количинама гасови, међу којима и кисеоник, и они заједно заузимају само око 0,4%.
- Парцијални притисак  на Марсу износи 0,71 kPa, за разлику од 0,031 kPa на Земљи. Тровање угљен-диоксидом (хиперкапнија) код људи почиње на 0,10 kPa. Чак и за биљке парцијални притисак  изнад 0,15 kPa је отрован. Стога је ваздух на Марсу отрован и за биљке и за животиње, чак и при сниженом парцијалном притиску.[16]

## Услови за људске насеобине
Услови на површини Марса сличнији су условима на Земљи одбило ког другог небеског тела у Сунчевом систему, укључујући све планете и њихове природне сателите. Приближни услови се могу наћи само у облацима Венере на одређеним висинама. Међутим, површина планете није погодна за живот људи, као ни било ког другог за сада откривеног организма, због веома ниског атмосферског притиска, ниског нивоа кисеоника (који чини само 0,1% атмосферских гасова) и недостатка воде у течном стању (мада су откривене значајне количине воде у чврстом агрегатном стању).
Године 2012. објављено је да су неке врсте лишајева и цијанобактерија преживеле и показале изванредан адаптивни капацитет за фотосинтезу након 34 дана у симулираним условима који владају на Марсу унутар Лабораторије за симулацију Марса (енгл. Mars Simulation Laboratory) немачке свемирске агенције.
Људи су истражили пределе Земље на којима владају слични услови као на Марсу. На основу мерења која су спровели марсовски ровери агенције НАСА температуре (на ниским висинама) на Марсу су сличне онима које владају на Антарктику. Атмосферски притисак на висинама које су достигли балони са људима (35 km 1962, 38 km 2012. и 41,4 km 2014. године) сличан је притиску који влада на површини Марса.
Да би људи могли континуално да живе на површини Марса потребно је да се развију комплексни системи за одржавање услова за живот, напреднији од оних који се користе у данашњи заштитним оделима космонаута, као и модули за хабитацију са високим степеном заштите од зрачења.

#### Тераформирање Марса
Тренутно су у току расправе о томе да ли је могућа тераформација Марса како би на њему могли да живе многи организми, међу њима и људи, без потребе за заштитним оделима и сличним помагалима. Говори се о неколико метода којима би овај процес могао да се спроведе, мада је већина тих метода везана за технологије које још нису развијене.

## Радиоактивност
Марс не поседује глобално магнетско поље, попут геомагнетског поља које поседује Земља. Пошто је атмосфера Марса веома ретка, до површине допире велика доза јонизујућег зрачења. Сонда Одисеја на Марсу 2001. има инструмент, назван Mars Radiation Environment Experiment (MARIE), који је пројектован да испита колика је опасност радиоактивности на Марсу по људе. MARIE је открио да је радиоактивност у орбити око Марса 2,5 пута већа од оне која влада на Међународној свемирској станици. Просечна доза зрачења износила је око 22 милирада по дану (220 микрогреја по дану, или 0,08 греја годишње). Трогодишње излагање овој количини зрачења (људска мисија на Марс трајала би од 2,5 до 3 године) блиско је граници коју је тренутно поставила агенција НАСА. Ниво зрачења на површини Марса вероватно би био мањи, и доста би зависио од надморске висине на којој се људи налазе и од локалних магнетских поља која постоје у одређеним регионима Марса. Градња хабитационих модула под земљом (на пример у лава цевима које већ постоје испод површине) значајно би смањила изложеност колониста штетном зрачењу. Протонске олује, које се повремено дешавају на Сунцу, значајно би повећале ниво зрачења које допире до површине, па чак и градња хабитационих модула испод површине можда не би пружила довољан ниво заштите.
Остало је још пуно тога да се научи о ефектима радиоактивности у свемиру. Агенција НАСА је 2003. године у Џонсоновом свемирском центру отворила постројење – NASA Space Radiation Laboratory, у којем се акцелератори користе за симулацију зрачења у свемиру. У постројењу се проучава утицај зрачења на живе организме и методе заштите. У почетку се сматрало да низак ниво зрачења током дужег периода није тако опасан, међутим, у студији спроведеној 2006. утврђено је да протони који потичу од космичког зрачења могу нанети дупло више штете ДНК него што се раније сматрало, и тиме се увећава опасност да астронаути оболе од рака и других болести. НАСА тренутно ради на неколико различитих метода за заштиту од радиоактивности током боравка у свемиру, међу којима су коришћење воде и поље силе (force field, које се до сада појављивало само у научнофантастичним филмовима).

## Транспорт

#### Међупланетарно путовање
Од свих планета у Сунчевом систему, само за путовање до Венере је потребно мање уложене енергије по једници масе до путовања до Марса. Користећи Хохманову трајекторију (трансферну орбиту), до Марса се стиже за девет месеци. Постоје и друге, скраћене, трајекторије којима се до Марса стиже за шест или седам месеци, али је за њих потребна већа количина горива тако да се за сада користе само за лансирање роботизованих истраживачких сонди ка Марсу. Скраћивање путовања испод шест месеци захтева екпоненцијално увећање потребне количине горива, тако да је то немогуће постићи хемијским ракетним моторима, али је можда могуће користећи иновативне методе погона који су данас у повоју, а у које спадају јонски погон, VASIMR и нуклеарни погон. Употребом VASIMR погона до Марса је могуће стићи за 40 дана, док се употребом нуклеарног погона пут скраћује на око свега две седмице.
Током путовања од Земље до Марса, у међупланетарном простору људима прети висок ниво радиоактивности, од које се они морају заштитити. Космичко зрачење и соларни ветар узрокује оштећења ДНК, и тако се значајно увећава ризик од добијања рака. Утицај међупланетарног путовања на људе још није познат, јер није довољно истражен, али се процењује да се ризик од рака увећава између 1% и 19%, а највероватније 3,4% при путовању мушкараца од Марса назад до Земље. За жене ове вредности су још веће због већих жлезда.

#### Слетање на Марс
Гравитација на Марсу износи 0,38 гравитације на Земљи, док је густина Марсове атмосфере око 0,6% густине Земљине. Релативно јака гравитација планете и аеродинамички ефекти који се манифестују при великим брзинама којима сонда улази у атмосферу отежавају слетање летелица велике масе на површину Марса, и немогуће је користити само реактивне погоне и ракетне моторе као што је то био случај код мисија пројекта Аполо. С друге стране, атмосфера је превише ретка и не пружа довољно отпора да се летелица спусти само уз помоћ падобрана. Због свих ових променљивих, инжењери ће морати да смисле потпуно нови систем за слетање великих модула са људском посадом на површину црвене планете.
Под претпоставком да ће се у будућности развити материјали од угљеничних наноцеви, чврстине преко 130 GPa, могуће је да се коришћењем те технологије направи свемирски елеватор (лифт) на који би пристајале свемирске летелице и затим се спуштале до површине планете. Коришћење свемирског елеватора предложено је и за марсовски месец Фобос.

## Опрема неопходна за колонизацију
За колонизацију Марса биће потребна широка лепеза летелица и друге опреме – оне коју ће директно користити људи као и оне опреме која ће на површини служити за производњу воде, хране, горива, енергије и кисеоника за дисање. Од неопходне опреме биће потребно:
- станиште (модули под притиском) у којима ће живети,
- постројења за складиштење,
- постројења у којима ће колонисти радити,
- опрема за екстракцију сировина – прво за производњу воде и кисеоника, а касније и за вађење минерала и прављење материјала за изградњу,
- опрема и постројења за производњу електричне енергије, било да је у питању напајање из соларних панела или неког другог вида електране (нпр. нуклеарне),
- опрема и објекти за производњу и обраду хране,
- опрема за производњу горива, при чему се већином мисли на водоник и метан[40], која се уз кисеоник као оксиданс могу користити за хемијске ракетне моторе,
- горива или неки други вид погона возила за транспорт по површини планете. Мотори погоњени комбинацијом угљен-моноксид/кисеоник су предложени за погон првих возила за транспорт колониста по површини, јер се и угљен-моноксид и кисеоник могу релативно лако добити електролизом цирконијум-диоксида из атмосфере Марса, а да се при томе не морају користити залихе воде које ће бити коришћене за добијање водоника,[41]
- опрема за комуникацију.